# 李安之
李安之（1479年—？年），字嘉靖，四川嘉定州人，民籍，治《書經》，明朝政治人物。

## 生平
四川鄉試第二十八名舉人。正德六年（1511年）中式辛未科會試第三百二名，登第三甲第九十名進士。

## 家族
曾祖李仕昌；祖父李本宗；父李官，曾任知縣。母楊氏。